# Ugled
Ugled ili latinizam reputacija (od lat. reputatio "uzeti u obzir", "izračun") označava opće mišljenje o osobi, skupini,  stvari ili organizaciji. Dobra reputacija ujedno znači i dobar ugled. Ugled pomaže predvidjeti ili procijeniti kako će se netko ponašati u budućnosti. Prednost je predvidljivost i mogućnost jednostavnijeg donošenja odluka.

U poslovnom svijetu ugled predstavlja nematerijalnu imovinu i dio je primjerice vrijednosti tvrtke, patenta, prava na zaštićena imena ili znakove. U kompanijama sektori korporativne komunikacije ili odjeli odnosa s javnošću zaduženi su za njegovanje ugleda

## Imidž vs. reputacija u komunikacijskim znanostima
Pojmovi imidž i reputacija često se sinonimno koriste, no oni imaju različito značenje. Poput imidža, i reputacija se zasniva na svim dojmovima javnosti, ali postoji jedna ključna razlika. Reputacija se, za razliku od imidža, stvara na temelju osobnog iskustva, bilo izravnog ili neizravnog. Poduzeće može imati reputaciju koja se zasniva na načinu na koji se njezini zaposlenici odnose prema svojim klijentima.

## Vanjske poveznice
- Corporate Reputation Review
- European Centre for Reputation Studies